# Zehneria maysorensis
Zehneria maysorensis är en gurkväxtart som först beskrevs av Robert Wight och Arn., och fick sitt nu gällande namn av George Arnott Walker Arnott. Zehneria maysorensis ingår i släktet Zehneria och familjen gurkväxter. Utöver nominatformen finns också underarten Z. m. oblonga.